# Nazionale maschile di calcio della Bielorussia
La nazionale di calcio della Bielorussia (in bielorusso: Нацыянальная зборная Беларусі па футболе, Nacyjanal’naja zbornaja Belarusі pa Futbole) è la rappresentativa calcistica della Bielorussia ed è posta sotto l'egida della Federazione calcistica bielorussa.
Gioca in tenuta rossa e calzoncini verdi, dal 2014 alla Barysaŭ-Arėna di Minsk. Non si è mai qualificata per una fase finale del campionato mondiale o del campionato europeo. Tra i giocatori più rappresentativi della nazionale bielorussa figurano i centrocampisti Sjarhej Hurėnka, ex giocatore di Roma, Parma e Lokomotiv Mosca, capitano fino al 2006, e Alexander Hleb, che ha vestito le maglie di Barcellona e Arsenal.
Nella classifica mondiale della FIFA, istituita nell'agosto 1993, il miglior piazzamento della Bielorussia è il 36º posto raggiunto nel febbraio 2011, mentre il peggiore è il 142º posto del marzo 1994. Occupa l'89º posto della graduatoria.

## Storia

### Anni novanta
La nazionale bielorussa non esisteva prima del 1990, dato che i giocatori bielorussi giocavano nell'Unione Sovietica. Nata dopo la separazione della Bielorussia dall'Unione Sovietica, nel 1992 la federcalcio bielorussa si affiliò alla FIFA e l'anno dopo alla UEFA.
La nazionale bielorussa esordì il 20 luglio 1992 in amichevole a Vilnius contro la Lituania (1-1, gol bielorusso di Orlovski) di fronte a 3 500 spettatori, mentre la prima partita dopo l'ingresso nella FIFA la disputò il 28 ottobre 1992 a Minsk contro l'Ucraina (1-1). La prima vittoria fu ottenuta contro il Lussemburgo (2-0) a Minsk il 12 ottobre 1994, in una partita valida per le qualificazioni al campionato europeo di calcio 1996.
Negli anni '90 non ottenne risultati di rilievo, ad eccezione di una vittoria interna contro i Paesi Bassi (1-0 a Minsk il 7 giugno 1995) nelle qualificazioni al campionato d'Europa 1996 e due pareggi contro l'Italia nelle qualificazioni al campionato europeo di calcio 2000 (1-1 ad Ancona il 31 marzo 1999 e 0-0 a Minsk il 9 ottobre 1999).

### Anni duemila e duemiladieci
Sotto la guida del CT Ėduard Malafeeŭ la squadra andò vicina alla qualificazione ai play-off UEFA per l'accesso al campionato del mondo 2002, ma fu sconfitta all'ultima giornata del girone dal Galles, sciupando l'occasione di superare in classifica l'Ucraina, che pareggiò l'ultimo match e si piazzò seconda nel gruppo alle spalle della Polonia, qualificandosi così per il play-off contro la Germania.
Nelle eliminatorie del campionato d'Europa 2004 la Bielorussia perse sette delle otto partite disputate. In questo periodo la squadra fu interessata da un ricambio generazionale, con l'inserimento nella nazionale maggiore di svariati calciatori dell'Under-21 che si era qualificata per il campionato europeo di categoria del 2004. Sulla panchina bielorussa si avvicendarono i CT Anatolij Bajdačnyj, Juri Puntus e Bernd Stange e la nazionale migliorò il suo gioco offensivo, tanto che dalle qualificazioni al campionato del mondo 2006 in poi segnò più gol (in totale e in media) di quanti segnati in precedenza nelle campagne di qualificazione a europei e mondiali. I problemi difensivi, tuttavia, impedirono ogni volta alla selezione di andare oltre il quarto posto nel girone. Degne di nota furono la sconfitta per 4-3 subita il 13 ottobre 2004 sul campo dell'Italia nelle eliminatorie del mondiale 2006 (dal 1983 la nazionale azzurra non subiva 3 gol in casa in una partita di qualificazione), un'altra vittoria contro i Paesi Bassi nelle qualificazioni al campionato d'Europa 2008 (2-1 a Minsk il 21 novembre 2007), una vittoria esterna (0-1) e un pareggio interno (1-1) contro la Francia nelle qualificazioni al campionato d'Europa 2012 e un pareggio interno (0-0) contro la Francia nelle qualificazioni al campionato del mondo 2018.
Nel maggio 2002 la Bielorussia superò Russia in semifinale e l'Ucraina in finale e vinse la LG Cup, torneo amichevole disputato a Mosca. Nel 2004 e nel 2008 vinse la dodicesima e la quattordicesima edizione del Malta International Tournament. La prima vittoria fu ottenuta con la nazionale olimpica e la seconda con la prima squadra (molti titolari furono disponibili solo per l'ultima partita, contro Malta). A maggio 2006 la Bielorussia ottenne una prestigiosa vittoria esterna in un'amichevole contro l'Inghilterra B.
Nella UEFA Nations League 2018-2019 la Bielorussia ha ottenuto la promozione in Lega C vincendo il gruppo 2 di Lega D comprendente anche Lussemburgo, Moldavia e San Marino, con un ruolino di marcia di 4 vittorie e 2 pareggi. Il piazzamento è valso anche l'accesso ad un eventuale play-off per un posto a Euro 2020, dove però subirà una sconfitta per 1-0 da un'altra ex sovietica, la Georgia.
Il 30 marzo 2021, alla terza giornata delle qualificazioni al mondiale dell'anno successivo, subì la sconfitta più pesante di sempre, un sonoro 8-0 per mano del Belgio, al momento 1º nel ranking FIFA.

## Colori e simboli
La nazionale bielorussa si riconosce nei simboli nazionali: sul petto delle divise generalmente non compare alcun simbolo federale, ma lo stemma della repubblica.
Il colore delle divise ricalca invece quello delle bandiere: nel primo decennio la divisa interna era costituita da un completo bianco, all'occorrenza variato dall'adozione di calzoncini verdi, tinta che invece dominava sulle casacche di cortesia. Dalle qualificazioni al campionato europeo di calcio 2004 come divisa casalinga furono adottati maglia rossa e calzoncini verdi, relegando il bianco all'abbigliamento per gare in trasferta.
Nel 2007 la federcalcio bielorussa aderì al Kit Assistance Scheme, un programma della UEFA che consente di acquisire a titolo gratuito gli articoli necessari alla pratica agonistica da un fornitore convenzionato.
Nel 2011 fu adottata una soluzione tutta rossa e nel 2016 si tornò al bianco, introducendo al contempo una divisa da trasferta nera: in questi anni entrò a far parte della divisa, come finitura, il motivo a ricamo mutuato dal lato sinistro della bandiera nazionale.
Nel 2022 lo sponsor tecnico Erreà ha rivisitato i colori nazionali bielorussi introducendo una maglia interna granata e una esterna verde menta, mantenendo come elemento decorativo i ricami della bandiera.

### Sponsor tecnici
| Fornitore | Periodo   |
| --------- | --------- |
| Umbro     | 2002–2004 |
| Puma      | 2004–2012 |
| Adidas    | 2012–2018 |
| Macron    | 2018–2022 |
| Erreà     | 2022-     |

## Commissari tecnici
Dati aggiornati all'11 novembre 2020.
| Commissario tecnico             | Periodo              | Panchine | Vinte | Nulle | Perse | Reti fatte e subite |
| ------------------------------- | -------------------- | -------- | ----- | ----- | ----- | ------------------- |
| Michail Viarhiejenka            | 1992-1994, 1997-1999 | 24       | 2     | 6     | 16    | 22-40               |
| Sjarhej Baroŭski                | 1994-1996, 1999-2000 | 26       | 4     | 9     | 13    | 21-43               |
| Ėduard Malafeeŭ                 | 2000-2003            | 22       | 10    | 5     | 7     | 31-31               |
| Valeryj Stral'coŭ (ad interim)  | 2002                 | 1        | 0     | 0     | 1     | 0-3                 |
| Anatolij Bajdačnyj              | 2003-2005            | 22       | 10    | 4     | 8     | 34-29               |
| Jury Puntus                     | 2006-2007            | 14       | 3     | 4     | 7     | 19-26               |
| Bernd Stange                    | 2007-2011            | 49       | 17    | 14    | 18    | 65-54               |
| Heorhij Kandrac'eŭ              | 2011-2014            | 27       | 9     | 8     | 11    | 37-35               |
| Andrėj Zyhmantovič (ad interim) | 2014                 | 2        | 1     | 0     | 1     | 3-5                 |
| Aljaksandr Chackevič            | 2014-2016            | 18       | 6     | 6     | 6     | 14-19               |
| Ihar Kryvušėnka                 | 2017-2019            | 25       | 8     | 4     | 13    | 23-37               |
| Michail Marchel'                | 2019-                | 14       | 5     | 2     | 7     | 14-21               |
| Totale:                         | 1992-oggi            | 245      | 75    | 62    | 108   | 283-343             |

## Confronti con le altre nazionali

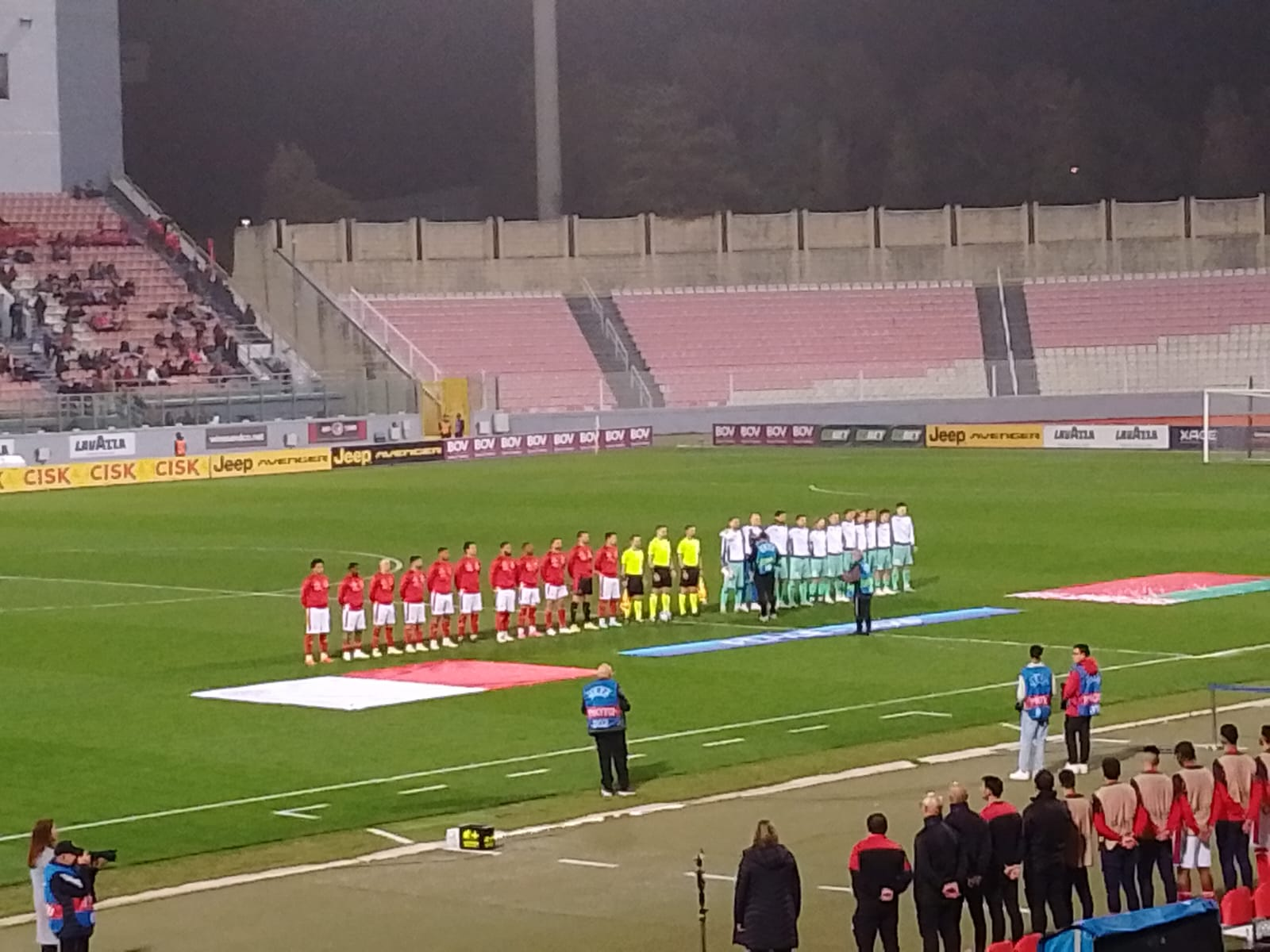
La nazionale bielorussa (in verde) in un'amichevole contro Malta nel 2024

Dati aggiornati all'11 novembre 2020.
| Nazionale            | Tot. | V  | N  | P   | Gol totali |
| -------------------- | ---- | -- | -- | --- | ---------- |
| Lussemburgo          | 12   | 6  | 4  | 2   | 13-5       |
| Paesi Bassi          | 10   | 2  | 0  | 8   | 6-23       |
| Lituania             | 10   | 4  | 5  | 1   | 19-9       |
| Ucraina              | 9    | 1  | 3  | 5   | 5-12       |
| Moldavia             | 8    | 2  | 4  | 2   | 9-7        |
| Bulgaria             | 8    | 3  | 0  | 5   | 7-12       |
| Armenia              | 7    | 3  | 2  | 2   | 9-9        |
| Estonia              | 7    | 3  | 1  | 3   | 6-6        |
| Norvegia             | 7    | 2  | 2  | 3   | 5-9        |
| Lettonia             | 6    | 4  | 1  | 1   | 13-7       |
| Polonia              | 6    | 2  | 2  | 2   | 10-9       |
| Albania              | 6    | 2  | 2  | 2   | 8-7        |
| Francia              | 6    | 1  | 2  | 3   | 6-10       |
| Romania              | 7    | 0  | 2  | 5   | 10-20      |
| Kazakistan           | 6    | 5  | 1  | 0   | 16-3       |
| Slovenia             | 5    | 2  | 2  | 1   | 8-5        |
| Israele              | 5    | 2  | 0  | 3   | 8-9        |
| Galles               | 5    | 1  | 0  | 4   | 5-8        |
| Finlandia            | 5    | 0  | 3  | 2   | 4-7        |
| Svezia               | 5    | 0  | 0  | 5   | 2-16       |
| Andorra              | 4    | 3  | 0  | 1   | 11-4       |
| Georgia              | 4    | 1  | 1  | 2   | 4-4        |
| Turchia              | 4    | 1  | 1  | 2   | 7-8        |
| Scozia               | 4    | 1  | 1  | 2   | 2-5        |
| Montenegro           | 4    | 0  | 2  | 2   | 1-4        |
| Italia               | 4    | 0  | 2  | 2   | 5-9        |
| Russia               | 4    | 0  | 2  | 2   | 4-8        |
| Rep. Ceca            | 4    | 0  | 0  | 4   | 3-11       |
| Spagna               | 4    | 0  | 0  | 4   | 1-10       |
| Austria              | 4    | 0  | 0  | 4   | 0-12       |
| Malta                | 3    | 2  | 1  | 0   | 4-1        |
| Uzbekistan           | 3    | 2  | 1  | 0   | 5-3        |
| Ungheria             | 3    | 1  | 2  | 0   | 7-4        |
| Iran                 | 3    | 1  | 2  | 0   | 4-3        |
| Macedonia del Nord   | 3    | 1  | 1  | 1   | 2-4        |
| Slovacchia           | 3    | 1  | 0  | 2   | 2-7        |
| Germania             | 3    | 0  | 1  | 2   | 2-8        |
| Svizzera             | 3    | 0  | 0  | 3   | 0-4        |
| Irlanda del Nord     | 3    | 0  | 0  | 3   | 1-6        |
| San Marino           | 2    | 2  | 0  | 0   | 7-0        |
| Azerbaigian          | 2    | 1  | 1  | 0   | 3-2        |
| Cipro                | 2    | 1  | 0  | 1   | 3-2        |
| Canada               | 2    | 1  | 0  | 1   | 2-1        |
| Emirati Arabi Uniti  | 2    | 1  | 0  | 1   | 3-3        |
| Grecia               | 2    | 1  | 0  | 1   | 1-1        |
| Libia                | 2    | 0  | 2  | 0   | 2-2        |
| Danimarca            | 2    | 0  | 1  | 1   | 0-1        |
| Croazia              | 2    | 0  | 0  | 2   | 1-4        |
| Bosnia ed Erzegovina | 2    | 0  | 0  | 2   | 0-3        |
| Inghilterra          | 2    | 0  | 0  | 2   | 1-6        |
| Tagikistan           | 1    | 1  | 0  | 0   | 6-1        |
| Liechtenstein        | 1    | 1  | 0  | 0   | 5-1        |
| Oman                 | 1    | 1  | 0  | 0   | 4-0        |
| Kirghizistan         | 1    | 1  | 0  | 0   | 3-1        |
| Islanda              | 1    | 1  | 0  | 0   | 2-0        |
| Messico              | 1    | 1  | 0  | 0   | 3-2        |
| Irlanda              | 1    | 1  | 0  | 0   | 2-1        |
| Corea del Sud        | 1    | 1  | 0  | 0   | 1-0        |
| Giappone             | 1    | 1  | 0  | 0   | 1-0        |
| Nuova Zelanda        | 1    | 1  | 0  | 0   | 1-0        |
| Honduras             | 1    | 0  | 1  | 0   | 2-2        |
| Perù                 | 1    | 0  | 1  | 0   | 1-1        |
| Ecuador              | 1    | 0  | 1  | 0   | 1-1        |
| Arabia Saudita       | 1    | 0  | 1  | 0   | 1-1        |
| Argentina            | 1    | 0  | 1  | 0   | 0-0        |
| Gabon                | 1    | 0  | 1  | 0   | 0-0        |
| Giordania            | 1    | 0  | 0  | 1   | 0-1        |
| Egitto               | 1    | 0  | 0  | 1   | 0-2        |
| Tunisia              | 1    | 0  | 0  | 1   | 0-3        |
| Totale:              | 248  | 76 | 63 | 109 | 290-350    |

## Partecipazioni ai tornei internazionali
Fino al 1991 la Bielorussia non aveva una propria nazionale in quanto lo stato bielorusso era inglobato nell'Unione Sovietica. Esisteva, quindi, un'unica nazionale che rappresentava tutta l'Unione Sovietica. Dopo la dissoluzione dell'Unione Sovietica venne creata la Nazionale di calcio della Comunità degli Stati Indipendenti che rappresentava l'omonima confederazione di cui la Bielorussia fa parte tuttora. Tale nazionale, però, partecipò solo al campionato europeo 1992, dopodiché ogni nazione che aderiva alla CSI fu rappresentata da una propria nazionale.

Legenda: Grassetto: Risultato migliore, Corsivo: Mancate partecipazioni

## Statistiche dettagliate sui tornei internazionali

### Mondiali
| Anno | Luogo                    | Piazzamento      | V | N | P | Gol |
| ---- | ------------------------ | ---------------- | - | - | - | --- |
| 1994 | Stati Uniti              | Non partecipante | - | - | - | -   |
| 1998 | Francia                  | Non qualificata  | - | - | - | -   |
| 2002 | Corea del Sud / Giappone | Non qualificata  | - | - | - | -   |
| 2006 | Germania                 | Non qualificata  | - | - | - | -   |
| 2010 | Sudafrica                | Non qualificata  | - | - | - | -   |
| 2014 | Brasile                  | Non qualificata  | - | - | - | -   |
| 2018 | Russia                   | Non qualificata  | - | - | - | -   |
| 2022 | Qatar                    | Non qualificata  | - | - | - | -   |

### Europei
| Anno | Luogo                | Piazzamento     | V | N | P | Gol |
| ---- | -------------------- | --------------- | - | - | - | --- |
| 1996 | Inghilterra          | Non qualificata | - | - | - | -   |
| 2000 | Belgio / Paesi Bassi | Non qualificata | - | - | - | -   |
| 2004 | Portogallo           | Non qualificata | - | - | - | -   |
| 2008 | Austria / Svizzera   | Non qualificata | - | - | - | -   |
| 2012 | Polonia / Ucraina    | Non qualificata | - | - | - | -   |
| 2016 | Francia              | Non qualificata | - | - | - | -   |
| 2020 | Europa               | Non qualificata | - | - | - | -   |
| 2024 | Germania             | Non qualificata | - | - | - | -   |

### Confederations Cup
| Anno | Luogo                    | Piazzamento     | V | N | P | Gol |
| ---- | ------------------------ | --------------- | - | - | - | --- |
| 1995 | Arabia Saudita           | Non invitata    | - | - | - | -   |
| 1997 | Arabia Saudita           | Non qualificata | - | - | - | -   |
| 1999 | Messico                  | Non qualificata | - | - | - | -   |
| 2001 | Corea del Sud / Giappone | Non qualificata | - | - | - | -   |
| 2003 | Francia                  | Non qualificata | - | - | - | -   |
| 2005 | Germania                 | Non qualificata | - | - | - | -   |
| 2009 | Sudafrica                | Non qualificata | - | - | - | -   |
| 2013 | Brasile                  | Non qualificata | - | - | - | -   |
| 2017 | Russia                   | Non qualificata | - | - | - | -   |

### Nations League
| Anno      | Luogo       | Piazzamento   | V | N | P | Gol  |
| --------- | ----------- | ------------- | - | - | - | ---- |
| 2018-2019 | Portogallo  | 4° in Lega D  | 4 | 2 | 0 | 10:0 |
| 2020-2021 | Italia      | 6° in Lega C  | 3 | 1 | 2 | 10:8 |
| 2022-2023 | Paesi Bassi | 14° in Lega C | 0 | 3 | 3 | 3:7  |

## Tutte le rose

### Giochi olimpici
NOTA: Per le informazioni sulle rose successive al 1948 visionare la pagina della Nazionale olimpica.

## Rosa attuale
Lista dei giocatori convocati per le gare di UEFA Nations League 2024-2025 di ottobre 2024.
Presenze e reti aggiornate al termine della seconda gara.
|  | P | Pavel Pavlyuchenko    | 1º gennaio 1998 | 14 | -18 | Paxtakor               |  |  |
|  | P | Maksim Plotnikaŭ      | 29 gennaio 1998 | 6  | -5  | Tarpeda-BelAZ          |  |  |
|  | P | Fyodor Lapoukhov      | 20 giugno 2003  | 4  | -5  | Dinamo Minsk           |  |  |
|  |   |                       |                 |    |     |                        |  |  |
|  | D | Aljaksandr Martynovič | 26 agosto 1987  | 78 | 2   | Qairat                 |  |  |
|  | D | Dzjanis Paljakoŭ      | 17 aprile 1991  | 64 | 2   | Dinamo Minsk           |  |  |
|  | D | Sjarhej Palicevič     | 9 aprile 1990   | 46 | 2   | Dinamo Minsk           |  |  |
|  | D | Kiryl Pjačėnin        | 18 marzo 1997   | 32 | 0   | Kryl'ja Sovetov Samara |  |  |
|  | D | Zachar Volkaŭ         | 12 agosto 1997  | 19 | 0   | Chimki                 |  |  |
|  | D | Sjarhej Karpovič      | 29 marzo 1994   | 13 | 0   | Nëman                  |  |  |
|  | D | Pavel Zabelin         | 30 giugno 1995  | 4  | 0   | Sokol Saratov          |  |  |
|  | D | Yegor Parkhomenko     | 7 gennaio 2003  | 3  | 0   | Nëman                  |  |  |
|  | D | Vadim Pigas           | 8 agosto 2001   | 1  | 0   | Dinamo Minsk           |  |  |
|  |   |                       |                 |    |     |                        |  |  |
|  | C | Max Ebong             | 26 agosto 1999  | 41 | 5   | Astana                 |  |  |
|  | C | Uladzislaŭ Klimovič   | 12 giugno 1996  | 41 | 1   | Diósgyőr               |  |  |
|  | C | Jaŭhen Jablonski      | 10 maggio 1995  | 38 | 3   | Asteras Tripolīs       |  |  |
|  | C | Nikita Korzun         | 6 marzo 1995    | 27 | 0   | Elimai                 |  |  |
|  | C | Juryj Kavalëŭ         | 27 gennaio 1993 | 25 | 1   | Baltika                |  |  |
|  | C | Valery Gromyko        | 23 gennaio 1997 | 19 | 2   | Qairat                 |  |  |
|  | C | Valery Bocherov       | 10 agosto 2000  | 15 | 0   | Ural                   |  |  |
|  | C | Artyom Kontsevoy      | 26 agosto 1999  | 11 | 1   | Rodina Mosca           |  |  |
|  | C | Maksim Kireyev        | 9 luglio 2004   | 6  | 0   | Lierse                 |  |  |
|  |   |                       |                 |    |     |                        |  |  |
|  | A | Dzmitryj Ancileŭski   | 12 giugno 1997  | 16 | 2   | Hapoel Haifa           |  |  |
|  | A | Jaŭhen Šykaŭka        | 15 ottobre 1992 | 5  | 0   | Korona Kielce          |  |  |
|  | A | German Barkovsky      | 25 giugno 2002  | 2  | 0   | Dinamo Brėst           |  |  |

## Record individuali
Record aggiornati al 27 marzo 2025. 
- I calciatori in grassetto sono ancora attivi con la maglia della nazionale.

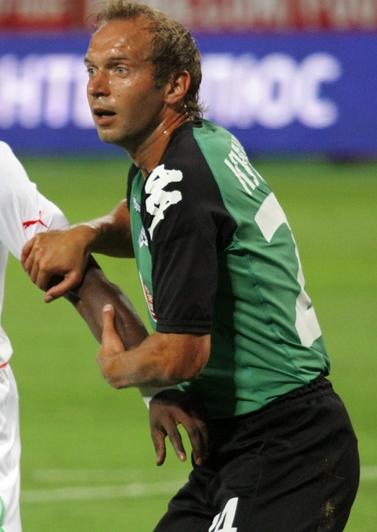
Aljaksandr Kul'čy è il primatista di presenze con la nazionale bielorussa.

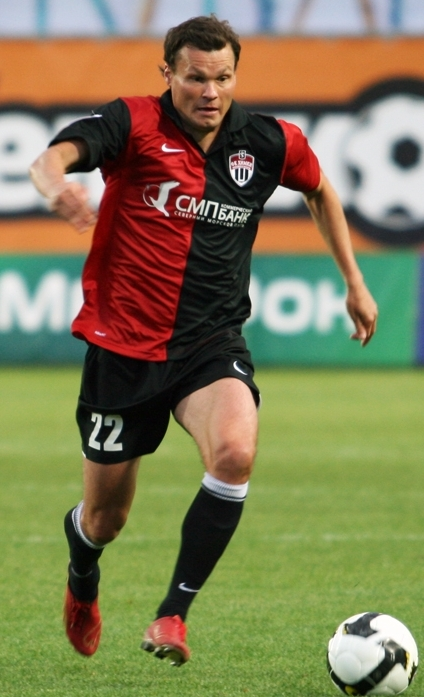
Maksim Ramaščanka è il primatista di gol con la nazionale bielorussa.

### Classifica presenze
| Pos. | Nome                  | Pres. | Reti | Periodo   |
| ---- | --------------------- | ----- | ---- | --------- |
| 1    | Aljaksandr Kul’čy     | 102   | 5    | 1996-2012 |
| 2    | Alexander Hleb        | 81    | 7    | 2001-2019 |
| 3    | Sergei Gurenko        | 80    | 3    | 1994-2006 |
| 3    | Aljaksandr Martynovič | 80    | 2    | 2009-     |
| 5    | Sergei Kornilenko     | 78    | 17   | 2003-2016 |
| 6    | Cimafej Kalačoŭ       | 76    | 10   | 2004-2016 |
| 7    | Sjarhej Amel'jančuk   | 74    | 1    | 2002-2011 |
| 7    | Sjarhej Kisljak       | 74    | 9    | 2009-2021 |
| 9    | Sjarhej Štanjuk       | 71    | 3    | 1995-2007 |
| 10   | Stanislaŭ Drahun      | 68    | 11   | 2011-2020 |

### Classifica reti
| Pos. | Nome                 | Reti | Pres. | Periodo   |
| ---- | -------------------- | ---- | ----- | --------- |
| 1    | Maksim Ramaščanka    | 20   | 64    | 1998-2008 |
| 2    | Sergei Kornilenko    | 17   | 78    | 2003-2016 |
| 3    | Vitali Kutuzov       | 13   | 52    | 2002-2011 |
| 4    | Vyacheslav Hleb      | 12   | 45    | 2004-2011 |
| 5    | Stanislaŭ Drahun     | 11   | 68    | 2011-2020 |
| 6    | Raman Vasilyuk       | 10   | 24    | 2000-2008 |
| 6    | Vitali Rodionov      | 10   | 48    | 2007-2017 |
| 6    | Valjancin Bjalʹkevič | 10   | 56    | 1992-2005 |
| 6    | Cimafej Kalačoŭ      | 10   | 76    | 2004-2016 |
| 10   | Sjarhej Kisljak      | 9    | 74    | 2009-2020 |

Sergei Aleinikov conta 81 presenze e 6 gol nel periodo 1984-1994 tra Unione Sovietica, Comunità degli Stati Indipendenti e Bielorussia.